# تفاعل كويليت
تفاعل كويليت (بالإنجليزية: Quelet reaction )‏ عبارة عن تفاعل عضوي والذي يتكون أثناء تحول المحلول الذائب في ليجروين من الإيثر الفينولي و الألدهيد الأليفاتي عند إمراره على حمض الهيدروكلوريك الجاف في وجود أو غياب العامل الحفاز تحت ظروف لا مائية وذلك لإنتاج مشتقات ألفا كلورو ألكيل المستبدلة عند الموضع بارا بمجموعة الألكوكسي أو عند الموضع أورثو وذلك في حالة الإيثرات الفينولية المستبدلة عند الموضع بارا :

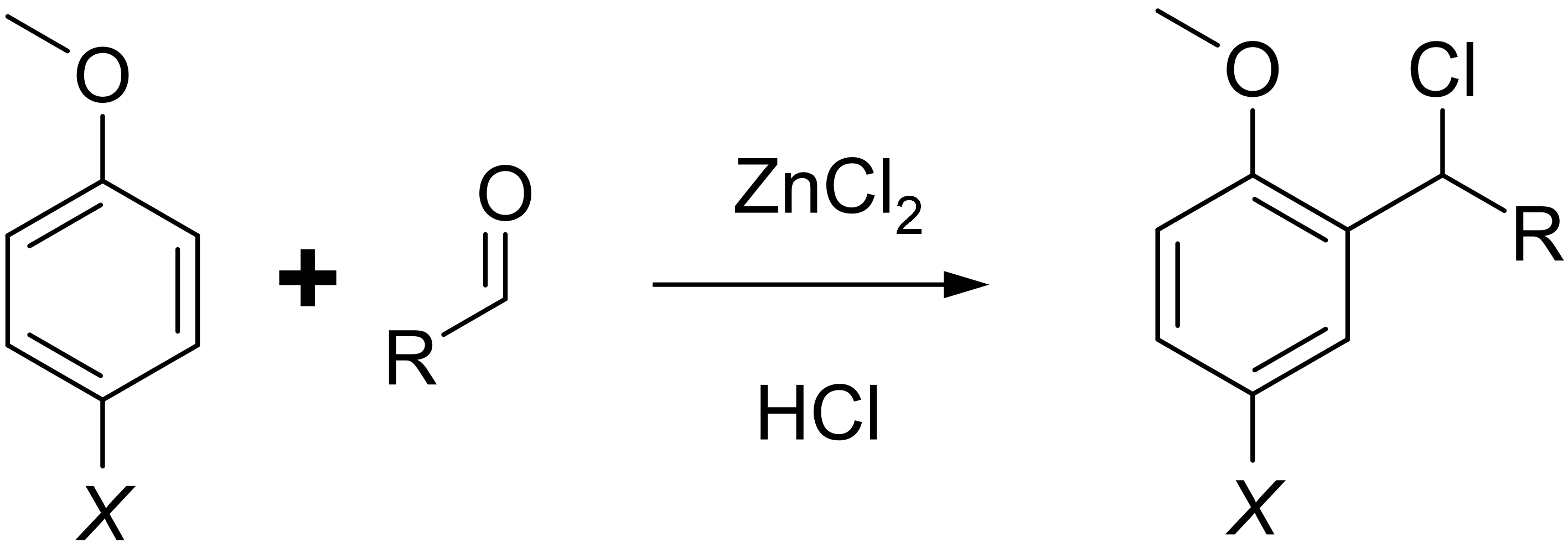